# 22
Cette page concerne l'année 22  du calendrier julien. Pour l'année 22 av. J.-C., voir 22 av. J.-C. Pour le nombre 22, voir 22 (nombre).
L'année 22 est une année commune qui commence un jeudi.

## Événements
- Hiver[1]: en Chine, Wang Mang envoie les généraux Wang Kuang et Lian Dan à la tête de 100 000 hommes contre les rebelles du Shandong menés par Fan Chong, désormais appelés « Sourcils Rouges » et qui reçoivent de nombreux ralliements. L'armée impériale est battue, et Lian Dan est tué[2]. Les « Sourcils Rouges » marchent ensuite vers le sud jusqu'à la riche région de Nanyang dans le Henan, où ils lèvent de nouvelles forces[1].
- Mai ou juin : Tibère rentre de Campanie à Rome à la suite de la maladie de sa mère Livie[3].
- 1er juillet[4]: Tibère obtient du Sénat romain la puissance tribunitienne pour son fils Julius Caesar Drusus[5].
- Octobre-novembre, Chine : Les troupes impériales contiennent provisoirement la révolte[1].
- Afrique : Le rebelle numide Tacfarinas envoie une ambassade à Rome pour réclamer des terres en échange de la paix. Tibère refuse, donne l'ordre au proconsul Blaesus d'accorder une amnistie générale aux insurgés mais de poursuivre Tacfarinas dans ses retranchements[5].